# Aeropuerto de Paine Field
El Aeropuerto de Paine Field (en inglés, Paine Field Airport) (IATA: PAE, OACI: KPAE, FAA LID: PAE), también conocido por el nombre de Aeropuerto del Condado de Snohomish, es un aeropuerto comercial y de aviación general que da servicio al Área metropolitana de Seattle en el estado de Washington, Estados Unidos. Está ubicado en el condado no incorporado de Snohomish, Washington, entre las ciudades de Mukilteo y Everett, a unos 40 km (25 millas) al norte de Seattle. PAE cubre 5.32 km2  (2.05 millas cuadradas; 1315 acres) de tierra.
El aeropuerto fue construido en 1936 por Works Progress Administration y comenzó el servicio comercial en 1939. Recibió el nombre de Topliff Olin Paine en 1941, poco antes de que el Cuerpo Aéreo del Ejército de los Estados Unidos comenzara la ocupación del Paine Field para uso militar. El aeropuerto volvió brevemente al uso civil a fines de la década de 1940, antes de convertirse en una base de la fuerza aérea durante la guerra de Corea. En 1966, Boeing Company seleccionó al Paine Field para el sitio de su planta de ensamblaje de Everett como parte del programa Boeing 747. En la década de 1970, el aeropuerto se había convertido en un centro para la aviación ligera y la fabricación, sin servicios comerciales. El gobierno del condado buscó comenzar el servicio comercial en Paine Field ya en la década de 1980, pero la oposición de las ciudades vecinas lo detuvo.
En marzo de 2019, Paine Field reanudó el servicio comercial en una terminal recién construida. El Plan Nacional de Sistemas Aeroportuarios Integrados de la Administración Federal de Aviación (FAA) para 2023-2027 lo clasificó como una instalación de servicio comercial principal que no es un centro.

## Descripción
Paine Field dispone de tres pista de aterrizaje: 16R-34L, 16L-34R y 11-29. La 16R-34L, de 9010 pies (2746,2 m) de longitud, es la que se emplea con mayor frecuencia, estando en buenas condiciones. La pista 16L-34R de 3000 pies (914,4 m) de longitud, se emplea por aeronaves ligeras.  La pista 11-29 se encuentra cerrada, excepto para rodadura, y Boeing Commercial Airplanes tiene alquilada parte de esta pista para aparcar los aparatos en proceso de entrega.
En Paine Field se sitúa la fábrica Boeing de Everett, el edificio más grande del mundo en cuanto a su volumen, y la principal instalación de ensamblaje de los aviones de fuselaje ancho de Boeing, donde se finalizan los aviones 747, 767, 777 y 787.

## Servicio comercial
Una terminal para pasajeros abrió el 4 de marzo de 2019; costó $40 millones y cuenta con dos puertas de embarque. Allí operan vuelos a las siguientes ciudades a junio de 2019.

## Terminal de pasajeros

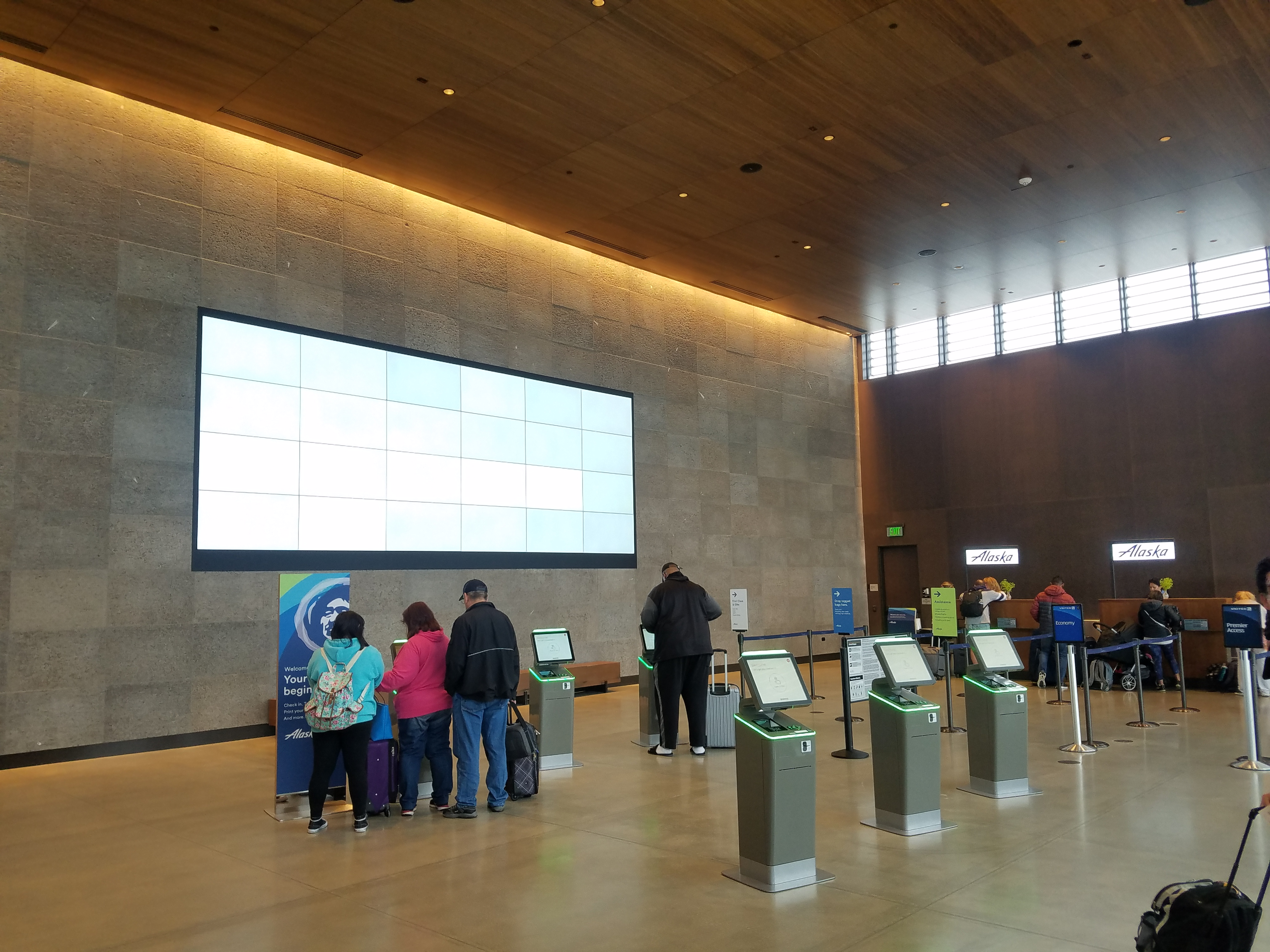
Interior de la terminal de pasajeros en el vestíbulo de documentación.

La nueva terminal de pasajeros está ubicada en el lado este del aeropuerto, cerca de la intersección de Airport Road y la calle 100 Southwest. Adyacente a la torre de control, tiene dos puertas y un espacio rígido adicional. La terminal incluye un área de documentación, un único puesto de control de seguridad de la TSA, un vestíbulo con 300 asientos, una cafetería, un bar y un puesto de comida operado por Beecher's Handmade Cheese.
El vestíbulo también tiene una vitrina con recuerdos de aviación que representan la historia de Paine Field, Alaska Airlines y United Airlines; se instalan obras de arte públicas adicionales en el estacionamiento y fuera del edificio, incluida una estatua de Topliff Olin Paine. La terminal también cuenta con servicio de estacionamiento, áreas de entrega en la acera y una parada de taxis/paradas de taxis.
La terminal fue nombrada el mejor aeropuerto regional del mundo por la revista Monocle y uno de los mejores aeropuertos pequeños de los Estados Unidos por USA Today.

## Aerolíneas y destinos

### Pasajeros
| Aerolíneas        | Destinos |
| ----------------- | --- |
| Alaska Airlines   | Las Vegas, Los Ángeles, Orange County, Phoenix–Sky Harbor, San Diego, San Francisco Estacional: Honolulu, Palm Springs |
| Frontier Airlines | Denver, Las Vegas, Phoenix–Sky Harbor                                                                                  |

### Carga
| Aerolíneas    | Destinos |
| ------------- | -------- |
| FedEx Express | Memphis  |

## Estadísticas

### Tráfico Anual
Ver fuente y consulta Wikidata.